# Флорианска порта
Флорианската порта или Портата на св. Флориан (на полски: Brama Floriańska или Brama św. Floriana) в Краков, Полша е паметник на културата, сред най-известните полски готически кули и фокусна точка в Стария град на Краков, Полша.
Построена е през XIV век като правоъгълна готическа кула от камък над порта от крепостните стени на града за отбрана срещу османски атаки.

## История
Кулата, за която се споменава за първи път през 1307, е построена като част от защитно укрепление около Краков след Татарската атака от 1241, която унищожава по-голямата част от града. Разрешението за строеж на новите градски защити с каменни кули за наблюдение, укрепени порти и ров е издадено от принц Лешек II Черни през 1285. Портата, кръстена на св. Флориан, става главният вход към Стария град. Тя е свързана с голям мост към Барбакана, издигнат от тухи от другата страна на рова. Портата е охранявана от Кралската краковска гвардия.
Кулата е висока 33,5 метра. Бароковият метален „шлем“, който стои отгоре на кулата, е конструиран през 1660 и реновиран през 1964. Флорианската порта е единствената порта, от построенните през Средновековието осем, която не е съборена през „модернизирането“ на Краков през XVIII век. Прилежащите градски стени и двете допълнителни, по-малки кули, са запазени и днес са обичайно място за много аматьорски изяви на изкуство.